# 老闆不是人2
是一部在2014年、由西恩·安德斯執導的美國喜劇電影，為2011年的的續集。電影由新線影業製作，以及華納兄弟發行，該片在2014年11月26日上映，而香港和澳門則在2014年11月27日。

## 劇情
該故事由尼克、寇特和戴爾已對服侍老闆非常厭倦，於是他們自行創業，但面對陰險老闆柏特·韓森進行過河拆橋行為。不僅生意失敗，無法合法求償，甚至告上法庭門檻也非常高，於是他們便進行自編自導自演綁架老闆兒子雷克斯·韓森大計，實行奪回他們的公司。

## 演員
- 詹森·貝特曼 飾演 尼克·赫特力克士
- 查理·戴 飾演 戴爾·雅巴斯
- 傑森·蘇戴西斯 飾演 卻特·布克曼
- 詹妮弗·安妮斯顿 飾演 茱莉亞·哈里斯醫生
- 傑米·福克斯 飾演 -狄恩瓊斯
- 克里斯·潘恩 飾演 雷克斯·韓森[4]
- 克里斯托弗·瓦尔兹 飾演 柏特·韓森[4]
- 凱文·斯貝西 飾演 大衛·哈爾根
- 約翰頓·班克斯  飾演 海契偵探[5]
- 琳賽·史羅納 飾演 史黛西·雅柏絲
- 基根-麥可·奇 飾演 邁克
- 凱莉·史達洛絲 飾演

## 製作
該片在2013年9月拍攝至2014年6月，拍攝地點為加利福尼亚州伯班克。

## 放映
首映禮日期2014年9月30日
。香港則在2014年11月27日上映

### 票房
該片便在北美3321家映院首天播放，票房為100萬美元，以及425萬美元，總票房為2300萬美元，成為第5大票房之一。而外國方面，便已4900家院線播放，總票房為1170萬美元。

## 評價
該片被爛蕃茄評分為36分"，而Metacritic評分為36分。

## 外部連結
- 官方网站
- 互联网电影数据库（IMDb）上《Horrible Bosses 2》的资料（英文）
- Box Office Mojo上《Horrible Bosses 2》的資料（英文）
- 爛番茄上《Horrible Bosses 2》的資料（英文）
- Metacritic上《Horrible Bosses 2》的資料（英文）